# Megachile albifrons
Megachile albifrons är en biart som beskrevs av Smith 1853. Megachile albifrons ingår i släktet tapetserarbin, och familjen buksamlarbin. Inga underarter finns listade i Catalogue of Life.